# Ebertsheimer Straße 5
Ebertsheimer Straße 5 ist ein denkmalgeschütztes ehemaliges Rat- und Schulhaus in der rheinland-pfälzischen Ortsgemeinde Kerzenheim. Das Gebäude wurde 1775 im Stil des Barock errichtet.
Das Bauwerk ist ein traufständiges Gebäude mit fünf Fensterachsen und zwei Stockwerken. Die Fassaden des Putzbaus sind mit Sandstein gegliedert, die Fenster sind nicht geohrt, Fensterläden fehlen. Vier Pilaster gliedern die Fensterachsen im Verhältnis 2:1:2. Ein schmales Band umläuft zwischen den Stockwerken das ganze Haus. Die straßenseitige Treppe wurde bei einer Verbreiterung des Fahrweges entfernt. Der frühere Haupteingang ist heute zugemauert, der obere Teil mit Glasbausteinen. Die Ostfassade mit Krüppelwalm zeigt ein gekoppeltes Fensterpaar im Obergeschoss, das wie zwei Fenster im Eingangsgeschoss zugemauert ist.
Eine Inschrift in einem dreieckigen Fries über dem Türsturz bezeichnet das Baujahr und die verantwortlichen Bauherren für die Gemeinde Kerzenheim:
*

17 * K * 75

IOHAN HARTMUTH RITTER

SBACHER SCHULDEIS • GORG DANIEL BAUM

DAS GERICHTS • IACOB•BERND•DAS GERICHTS• IOHA

N PHILE•BERNHART•DA S GERICHTS• IOHAN•MICHAEL NEUMEUD
Es sind also der Schultheiß Johann Hartmut Rittersbacher, als Vertreter des Landesherren, und die vier Gerichtsmänner des Dorfgerichts: Georg Daniel Baum, Jacob Bernd, Johann Philipp Bernhart und Johann Michael Neumeud (?).